# Principe de constitutionnalité
Le principe de constitutionnalité ou le constitutionnalisme est le principe en vertu duquel la Constitution d'un État est la norme suprême au sein de son ordre juridique
Ce principe a pour conséquence la constitutionnalisation progressive du droit.

## Canada
Dans le Renvoi relatif à la sécession du Québec, la Cour suprême du Canada a fait référence aux principes non écrits de la Constitution du Canada, dont le fédéralisme, la démocratie, le constitutionnalisme et la primauté du droit, et le respect des minorités. Elle décrit de la façon suivante le principe du constitutionnalisme : « Le principe du constitutionnalisme ressemble beaucoup au principe de la primauté du droit, mais ils ne sont pas identiques. L'essence du constitutionnalisme au Canada est exprimée dans le par. 52(1) de la Loi constitutionnelle de 1982: «La Constitution du Canada est la loi suprême du Canada; elle rend inopérantes les dispositions incompatibles de toute autre règle de droit.» En d'autres mots, le principe du constitutionnalisme exige que les actes de gouvernement soient conformes à la Constitution. Le principe de la primauté du droit exige que les actes de gouvernement soient conformes au droit, dont la Constitution. Notre Cour a souligné plusieurs fois que, dans une large mesure, l'adoption de la Charte avait fait passer le système canadien de gouvernement de la suprématie parlementaire à la suprématie constitutionnelle. La Constitution lie tous les gouvernements, tant fédéral que provinciaux, y compris l'exécutif (Operation Dismantle c. La Reine, 1985 CanLII 74 (CSC), [1985] 1 R.C.S. 441, à la p. 455). Ils ne sauraient en transgresser les dispositions: en effet, leur seul droit à l'autorité qu'ils exercent réside dans les pouvoirs que leur confère la Constitution. Cette autorité ne peut avoir d'autre source ».

## Aux États-Unis
C’est sans doute aux États-Unis que ce principe de constitutionnalité a été mis en œuvre le plus tôt, d’abord parce qu’a été adopté une Constitution contenant de véritables normes ; ensuite parce que dès 1803, dans l’arrêt Marbury v. Madison, la Cour Suprême a imposé le respect de la Constitution, y compris à l’égard du Congrès.

## En Europe
Ce principe est apparu beaucoup plus tardivement en Europe pour des raisons historiques propres, mais aussi pour des raisons juridiques, tenant par exemple à la faible légitimité démocratique des juges.
C’est d’abord en Autriche qui a été créé en 1920 une Cour Constitutionnelle spécialement chargée d’assurer le respect de la conformité des lois à la Constitution. Cette cour a été créée selon un modèle imaginé par Hans Kelsen – premier président de cette cour. Cette cour autrichienne a disparu lors de l’Anschluss, mais elle a servi de source d’inspiration lorsqu’il a fallu créer en Europe, après la Seconde Guerre mondiale, des cours constitutionnelles dans chacun des états européens.
C’est ainsi que l’on a créé en 1949 une Cour Constitutionnelle en Allemagne, en Italie en 1948. Il y a eu d’autres vagues de créations de cours constitutionnelles en 1970, après l'effondrement des dictatures fascistes (Espagne, Portugal, Grèce). La 3e grande vague se situe au milieu des années 90 avec l’effondrement du bloc soviétique (Pologne, Roumanie, Bulgarie).